# Charles Stanley Reinhart
Charles Stanley Reinhart (1844-1896) fue un ilustrador y pintor estadounidense.

## Biografía
Pintor e ilustrador nacido en 1844 en Pittsburg, en el estado de Pensilvania. Después de trabajar en trabajos de construcción del ferrocarril y en una fábrica de acero, estudió arte en París y en la Academia de Múnich, donde fue alumno de Straehuber y Otto. Más adelante se instaló en Nueva York, si bien residió en París entre 1882 y 1886. Expuso obras de forma regular en la National Academy de Nueva York y contribuyó con ilustraciones en blanco y negro y a color para importantes periódicos estadounidenses. Falleció en 1896 en Nueva York.
Entre sus pinturas más conocidas se encuentran Reconnoitring, Caught Napping, September Morning, Mussel Fisherwoman, At the Ferry, Normandy Coast, Gathering Wood, The Old Life Boat, Sunday y English Garden, si bien es recordado más bien por su trabajo como ilustrador.